# Сордс
Сордс (енгл. Swords, ир. Sord Cholm Cille) је град у Републици Ирској, у источном делу државе. Град је у саставу округа округа Фингал, који чине махом северна предграђа Даблина, и представља значајно насеље у округу и велико предграђе Даблина.

## Природни услови
Град Сордс се налази у источном делу ирског острва и Републике Ирске и припада покрајини Ленстер. Град је удаљен 12 километара северно од средишта Даблина. 
Сордс је смештен у приобалном подручју источне Ирске, недалеко од западне обале Ирског мора. Надморска висина средишњег дела града је око 25 метара. Подручје насеља је равничарско.
Клима: Клима у Сордсу је умерено континентална са изразитим утицајем Атлантика и Голфске струје. Стога град одликује блага и веома променљива клима.

## Историја
Подручје Сордса било је насељено већ у време праисторије. Крајем 12. века. област су заузели енглески Нормани.
Сордс је од 1921. године у саставу Републике Ирске. Значајан раст насеља започео је тек последњих деценија, када је Сордс постао предграђе Даблина.
Развој већег насеља започет је тек у другој половини 20. века (дотад је насеље било са око 1.000 становника), када је на датом месту започета масовна изградња стамбених јединица. Последњих година насеље је добило и бројне јавне службе и трговачко-услужне садржаје.

## Становништво
Према последњим проценама из 2011. године. Сордс је имао око 40 хиљада становника у граду и око 150 хиљада у широј градској зони. Последњих година број становника у граду се брзо повећава.

## Привреда
Привреда Сордса је до до 70-их година 20. века била везана махом за пољопривреду. Последњих деценија овде је изграђено више индустријских погона, а развоју погодује и близина Даблинског аеродрома, који се налази између Сордса и Даблина.

## Збирка слика
- Зграда округа Фингал
- Старији део насеља
- Црква св. Колумбе